# Y Ursae Majoris
Y Ursae Majoris är en halvregelbunden variabel av SRB-typ i stjärnbilden Stora björnen. 
Stjärnan varierar mellan magnitud +7,7 och 9,2 med en period av 168 dygn.